# گراهام آکرمن
گراهام آکرمن (انگلیسی: Graham Ackerman؛ زادهٔ ۱۴ ژوئیهٔ ۱۹۸۳) ژیمناست هنری اهل ایالات متحده آمریکا است.
آکرمن آشکارا همجنسگرا است.
در سال ۲۰۰۸، آکرمن مدرک کارشناسی ارشد را از مدرسه اقتصاد لندن دریافت کرد.